# Megalomus formosanus
Megalomus formosanus är en insektsart som beskrevs av Banks 1937. Megalomus formosanus ingår i släktet Megalomus och familjen florsländor. Inga underarter finns listade i Catalogue of Life.